# Pfarrkirche Dornbirn-Haselstauden

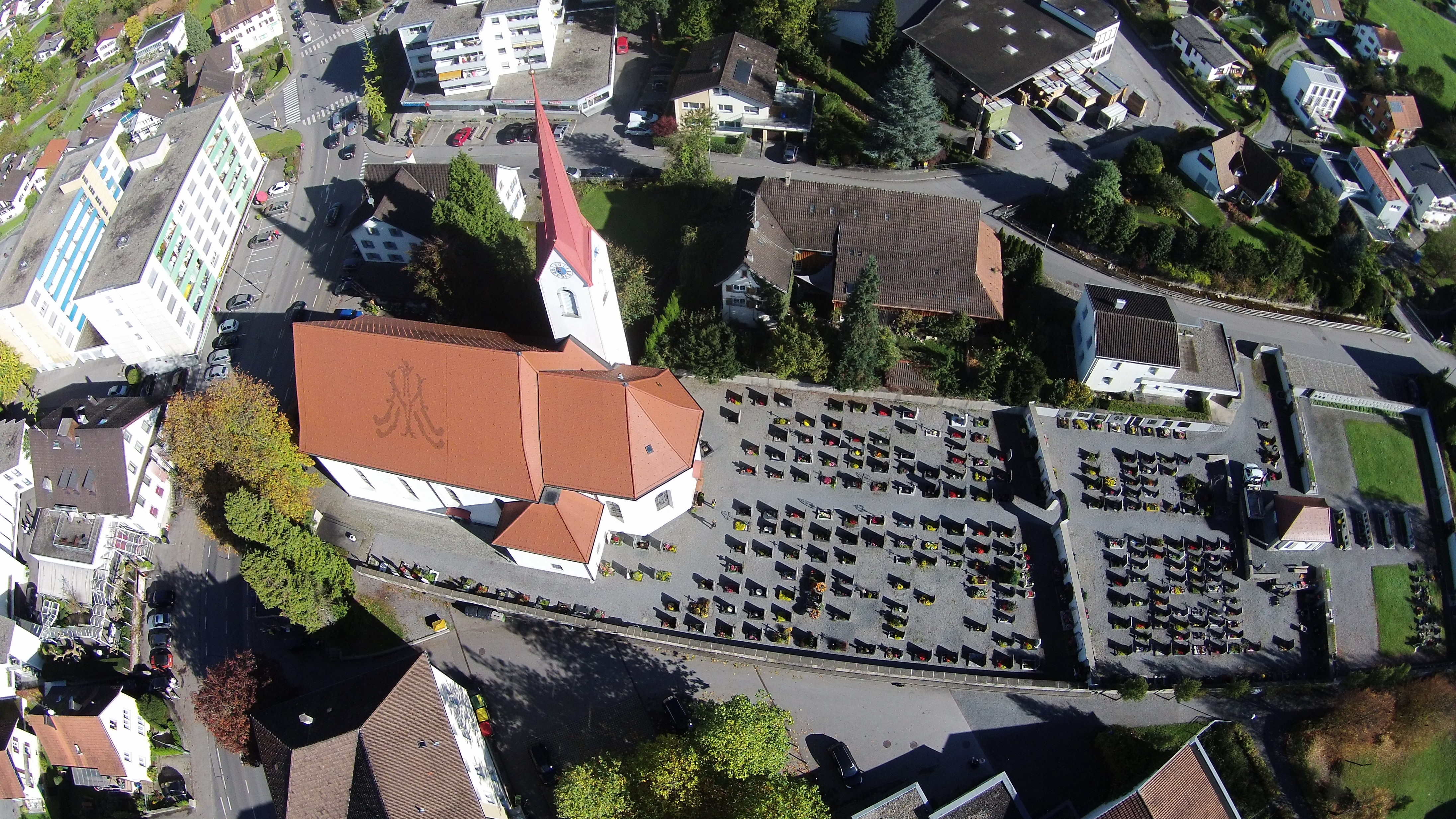
Katholische Pfarrkirche Mariä Heimsuchung in Dornbirn

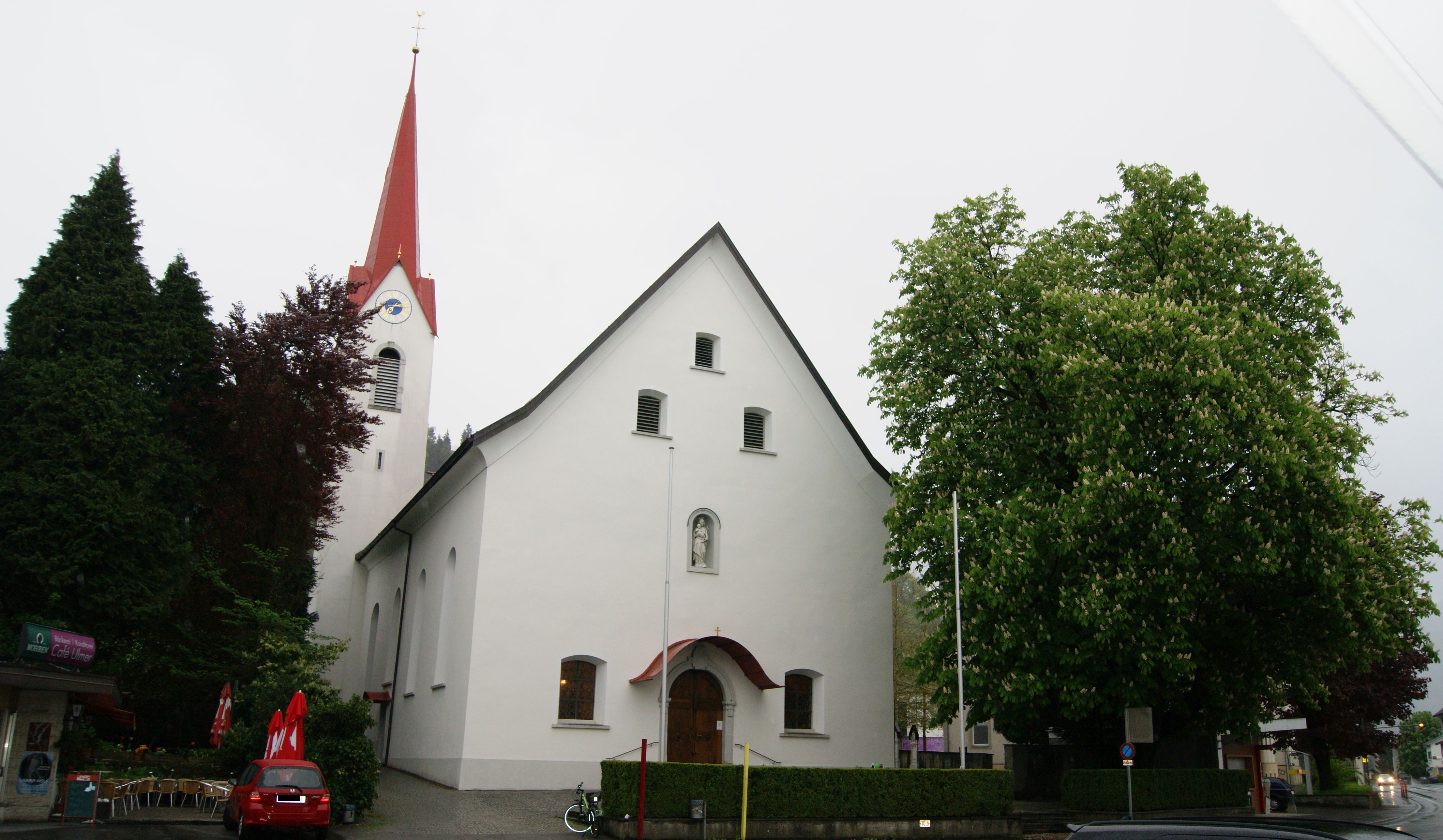
Straßenseite

Die römisch-katholische Pfarrkirche Dornbirn-Haselstauden steht im Stadtteil Haselstauden in der Gemeinde Dornbirn im Bezirk Dornbirn in Vorarlberg. Sie ist dem Fest Mariä Heimsuchung geweiht und gehört zum Dekanat Dornbirn in der Diözese Feldkirch. Das Bauwerk steht unter Denkmalschutz. Sie ist die älteste Kirche in Dornbirn. Das Patrozinium wird am 2. Juli gefeiert.
Die Kirche ist ein nach allen Seiten freistehender klassizistischer Steinbau, der das Ortszentrum von Haselstauden beherrscht. Der Chor ist nach Südosten ausgerichtet. Der einzige Turm ist im Nordosten an das Langhaus/Chor angebaut.

## Lagebeschreibung
Das frühere Stiglingen (nunmehr Haselstauden, 441 m ü. A.) liegt am Verkehrsweg von Dornbirn nach Schwarzach – Wolfurt/Lauterach – Bregenz (L3 – Hofsteigstraße) und hier begann auch seit alters her eine der wichtigsten Verbindungen über Alberschwende in den Bregenzerwald (L49 – Achrainstraße, auch „Wälderstraße“). Davon profitierte auch die Siedlung, in der sich neben der wichtigen Infrastruktur, wie z. B. Gasthäuser und Stapelplätze, auch die Wallfahrtskirche befindet. Ursprünglich bestand lediglich ein Bildstock, der zu einer Kapelle erweitert wurde und 1792/1793 zum Bau der heutigen Pfarrkirche führte.

## Geschichte
Bereits um 1249 wurde von Papst Innozenz IV den Bregenzer Benediktinern (Hubhof Mehrerau) eine Schutzurkunde ausgestellt, worin auch Güter und Rechte in Knie (Knuun), Stiglingen (Stigelingen) und ganz allgemein in Dornbirn (Tornburron) genannt wurden.
Die an der Achrainstraße (Wälderstraße) befindliche, 1642 erstmals erwähnte Kapelle wird 1650 vergrößert, urkundlich 1654 erstmals erwähnt, und erhält 1681 einen eigenen Seelsorger (Kuratie). 1785 wurde die Seelsorge zur Lokalkaplanei erhoben, 1790 als Expositur eingestuft.
Die heutige Pfarrkirche wurde durch den Bildsteiner Barockbaumeister Johann Michael Beer geplant, 1792 unter Leitung des Dornbirner Baumeisters Siegmund (Sigmund) Hilbe (1743–1813) als Filialkirche gebaut und 1793 weitgehend fertiggestellt.
Der im Innenraum befindliche Taufstein (Taufbecken) stammt aus dem Ende des 18. Jahrhunderts und war vermutlich bereits in einem Vorgängerbau (Kapelle) in Haselstauden in Verwendung.
Der Hochaltar und die beiden Seitenaltäre befinden sich seit 1793 in der Kirche. Das nordwestlich befindliche, geschnitzte, Haupttor wurde 1816, die Kanzel um 1820 eingebaut. 1828 wurden von Alois Keller (1788–1866) aus Pfronten die Fresken angebracht. Die Kreuzwegstationen wurden Anfang des 19. Jahrhunderts im Innenraum angebracht.
Die Pfarrkirche Maria Heimsuchung wurde 1857 renoviert. Dabei wurden auch die Chorfenster erneuert. Die Kosten dafür beliefen sich auf 600 Gulden pro Fenster und wurden von den beiden Dornbirner Textilindustriellen Ulmer und Salzmann sowie Matthäus Thurnher finanziert. Die Namen der drei Stifter wurden in den beiden Fenstern beim Hochaltar angeführt.
1881 bis 1915 betreuen die Redemptoristen die Expositur und Kaplanei Haselstauden und errichten 1886 neben der Kirche ein Kloster (später Waisenhaus, heute Fachschule und Kindergarten). Wendelin Pfanner wirkte hier von 1850 bis 1858 (sein später angenommener Name: Franz Pfanner, siehe auch: Kloster Mariannhill und Missionsschwestern vom Kostbaren Blut).
1895 wird der Tabernakel aus weißem Marmor (von Maximilian Schmalzl geplant) eingebaut. 1896 bis 1898 werden die Freskos von Alois Keller aus dem Jahr 1828 renoviert (Jakob Bertel) und weitere Ornamente durch Engelbert Luger angebracht.
1930 wird südwestlich eine zweigeschoßige Sakristei angebaut.
Haselstauden wurde erst am 1. April 1941 zur selbständigen Pfarrei erhoben (unter Pfarrer Alfons Marte durch Bischof Paulus Rusch und Weihbischof Franz Tschann). der Beschluss dazu wurde bereits am 7. Februar 1941 gefasst, aber erst am 13. April 1941 der Gemeinde verkündet (Ostern). Pfarrer Marte wurde am 11. Mai 1941 eingesetzt durch den Prälaten und Dekan Alois Dietrich.
Die heutige Orgel wurde von der Fa. Glatter-Götz (Deutschland) 1995 konzipiert und ausgeführt. 1985 bis 1987 (Innenraum) und 2003 bis 2007 wurde die Kirche umfassend renoviert.

## Architektur
Das vierjöchige Langhaus der Kirche ist etwa 17 m breit, 20 m hoch und mit Chor ist die Kirche etwa 41 m lang. Das Bodenniveau liegt etwa auf 441 m ü. A. Der Kirchenbau beherrschte jahrhundertelang das Zentrum von Haselstauden. Es wurde jedoch durch den Bau von Hochhäusern in der näheren Umgebung die prioritäre Stellung des Kirchenbaus gebrochen.
Der Kirchenbau selbst ist in klassizistischer Ausprägung als Langhaus mit steilem, geknicktem Satteldach und großen, dominierenden Rundbogenfenstern ausgeführt.
Der Chor wurde baulich tiefer gezogen an das Langhaus angefügt und ist durch den flachgedrückten Chorbogen (mit einer stuckverzierten Uhr im Scheitelpunkt) architektonisch deutlich abgegrenzt.
Über dem nordwestlich befindlichen Hauptportal aus Sandstein befindet sich eine Statue der Gottesmutter mit dem Kind. Das zweiflüglige Haupttor aus dem Jahr 1816 zeigt im unteren Bereich stilisiert die vier Jahreszeiten. Im oberen Bereich das alte und das neue Testament.
Das Langhaus wurde 1828 durch Alois Keller ausgemalt und 1896/1898 durch Jakob Bertel restauriert. In der Mitte des Langhauses befindet sich das Fresko mit dem Thema „Die Himmelfahrt Christi“ von Keller. Über der Orgel, bei der Empore, befindet sich das Fresko „Maria Heimsuchung“ von Keller.

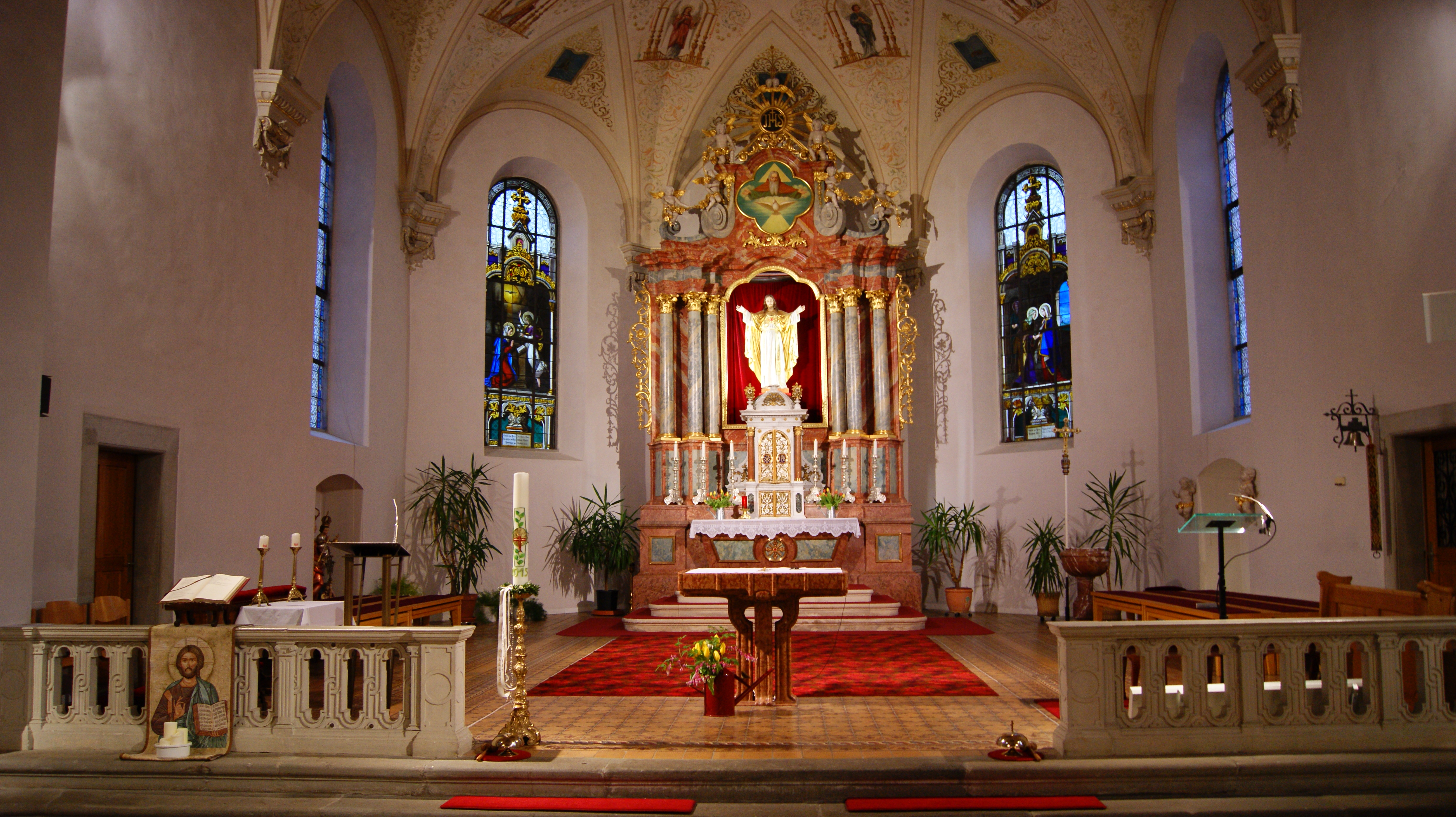
Chor mit Volksaltar und Hochaltar

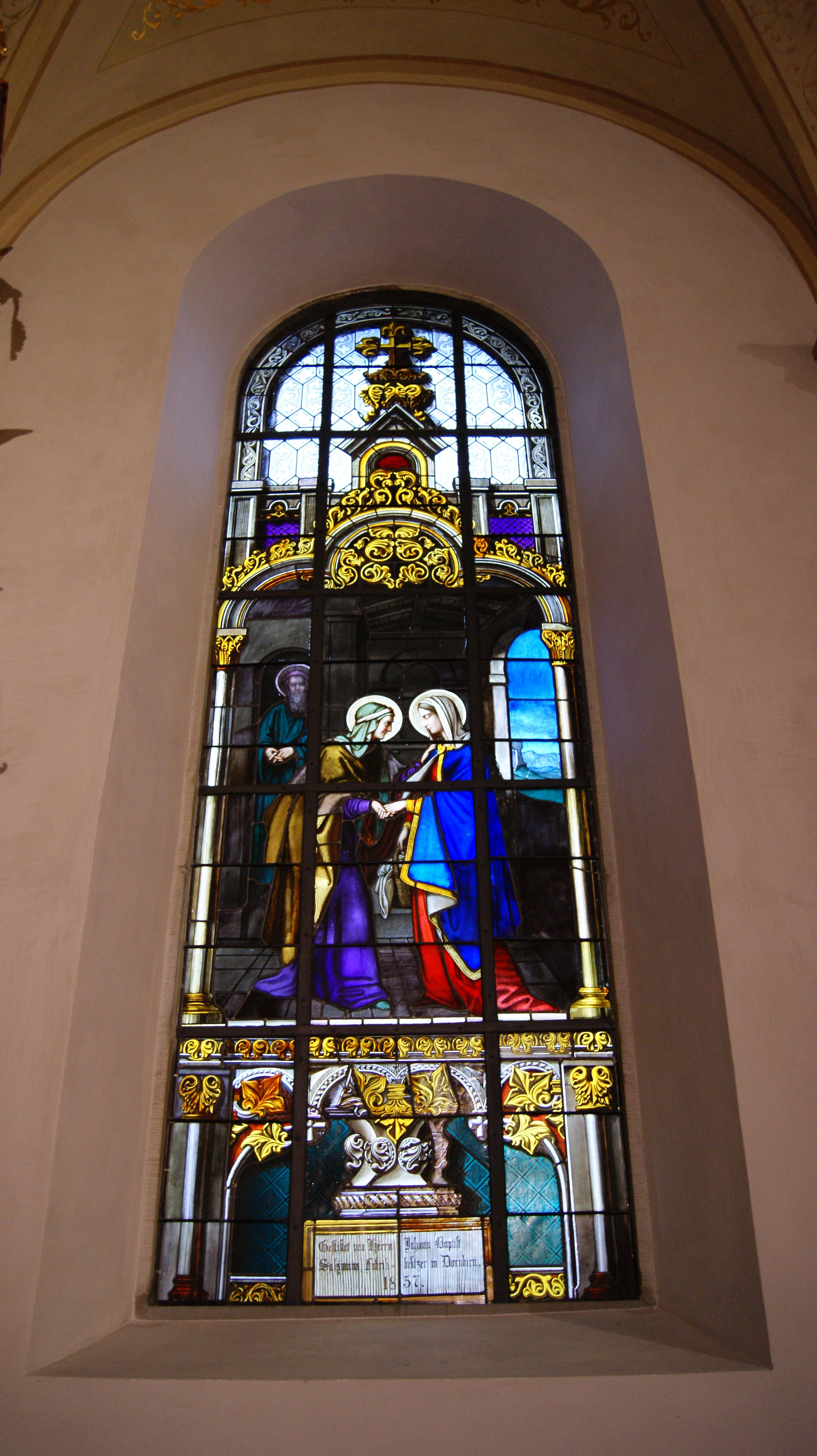
Glasfenster „Maria Heimsuchung“.

### Chor
Der Chor wird links (Marienaltar) und rechts (Josephsaltar) von Seitenaltären flankiert und mit einer Sandsteinbrüstung zum Langhaus abgegrenzt. Das Bodenmuster des Chors unterscheidet sich deutlich von dem des Langhauses und ist hochwertiger angelegt. Der neue und schlichte Volksaltar wurde anlässlich der Renovierung im Jahr 2006 eingebaut.

## Ausstattung
Die 1828 erfolgte Ausmalung der Kirche durch Alois Keller zeigt in den Deckenmedaillons (Fresko): Das letzte Abendmahl, Die Himmelfahrt Christi und Maria Heimsuchung. Die von Engelbert Luger angebrachten Ornamente wurden von ihm durch Darstellungen in den Stichkappen ergänzt, welche die vier Evangelisten, die Kirche im Meer, Licht und die Arche Noah sowie in den Zwischenzwickel eine personifizierte Darstellung der sechs Sakramente zeigt. Das siebte Sakrament soll durch den Tabernakel symbolisiert sein.

### Hochaltar
Der barocke Hochaltar  steht auf einem Sockel und stammt aus der Territorialabtei Wettingen-Mehrerau in Bregenz. Das Altarbild wird von sechs Säulen flankiert. Das Altarbild wird je nach Zeit im Kirchenjahr ausgewechselt. Der Hauptaltar wird von einem Oberbild dominiert, welches Gottvater und Heiliger Geist darstellt (gemalt von Josef Wiedemann, 1895). Der Tabernakel besteht aus weißem Marmor und wurde von Maximilian Schmalzl geplant und 1895 eingebaut.

### Glasgemälde
Die Glasgemälde aus dem Jahr 1898 beidseitig des Hochaltars zeigen links die „Verkündigung des Herrn“ und rechts die „Heimsuchung“ der Gottesmutter Maria.

### Seitenaltäre
Die Herkunft der beiden Seitenaltäre im klassizistischen Stil mit Zweisäulenaufbau ist nicht gesichert nachweisbar. Vermutlich stammen diese aus dem 1782 aufgehobenen Kloster Thalbach (Bregenz) oder der Territorialabtei Wettingen-Mehrerau.
Der linksseitige Marienaltar wurde mehrfach verändert und beherbergt heute eine Kopie des Gnadenbilds Unserer Lieben Frau von der immerwährenden Hilfe mit der Aufschrift „Oh Maria immer hilf“, welches am 15. September 1892 installiert wurde. In der Tabernakelnische befinden sich Figuren der Apostel Petrus und Paulus. Das Oberbild zeigt die Darstellung Anna selbdritt.
Der rechtsseitige Josephsaltar zeigt den Heiligen Josef mit dem Jesuskind von Matthäus Zehender, 1658. Rechts vom Tabernakel befindet sich eine Statue des Heiligen Rochus. Die linksseitig ursprünglich vorhandene Statue des Heiligen Antonius von Padua ging verloren. Im Oberbild ist der Heilige Klemens Maria Hofbauer dargestellt (Stadtpatron von Wien).

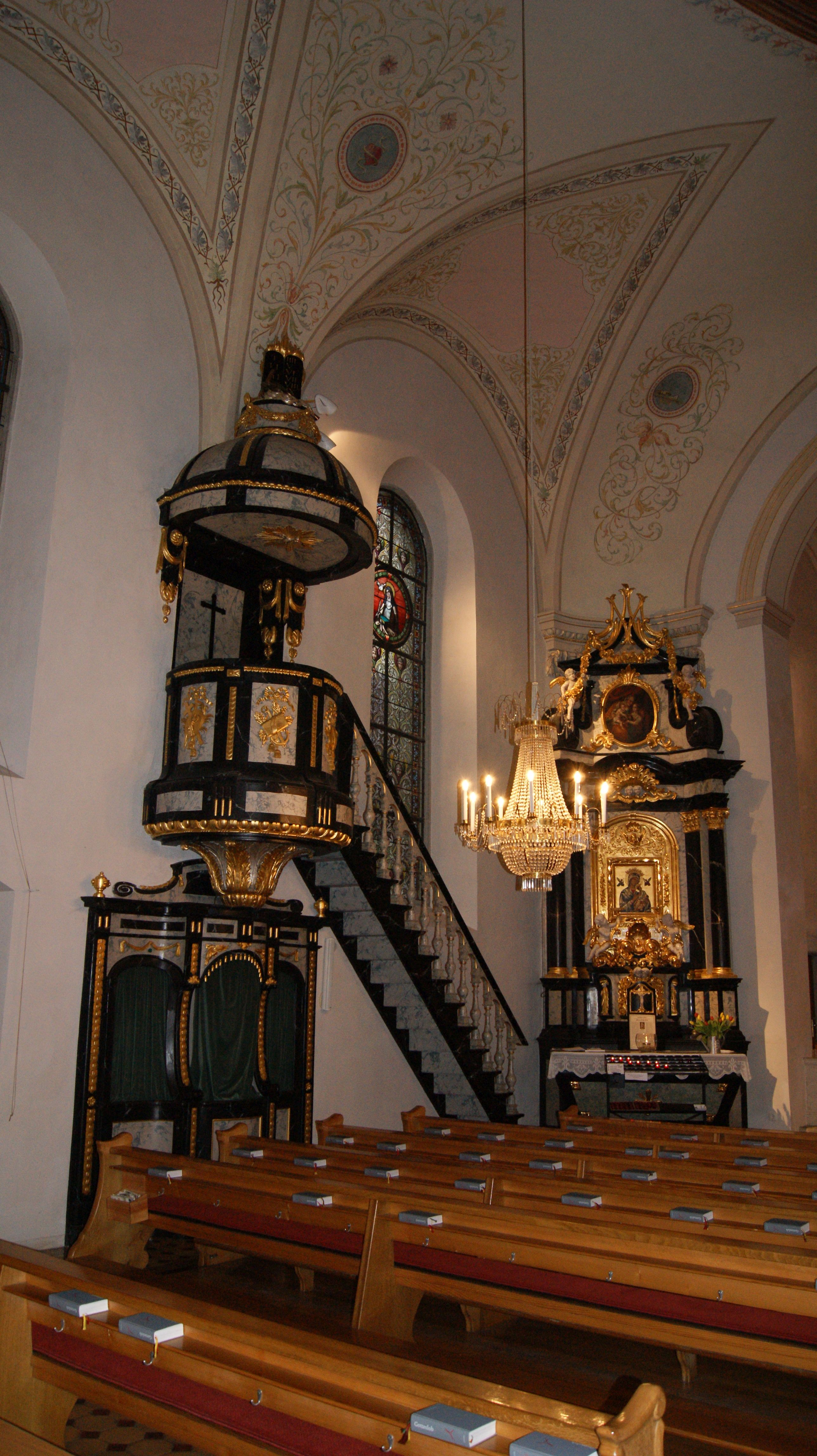
Kanzel und linksseitiger Altar (Marienaltar) mit Gnadenbild.

### Kanzel und Beichtstühle
Die sich vor dem Marienaltar befindliche, seit vielen Jahrzehnten unbenützte, Kanzel wurde um 1820 von Josef Spiegel (Dornbirn) gebaut. Die Brüstung zeigt symbolisch die christlichen Tugenden: Glaube, Hoffnung und Liebe. Ganz oben am Schalldeckel sind die Gesetzestafeln abgebildet.
Unter der Kanzel und gegenüber an der südwestlichen Wand des Langhauses befindet sich je ein Beichtstuhl. Diese stammen etwa aus dem Jahr 1820. Der Beichtstuhl an der südwestlichen Wand trägt als Abschluss eine Statue des Heiligen Gerhard Majella.

### Kreuzwegstationen
Die Kreuzwegstationen wurden Anfang des 19. Jahrhunderts angebracht.

### Empore und Orgel
Die geschwungene, echte Empore  trägt die schlichte Orgel und hat vom Hauptportal aus beidseitig einen Aufgang. Die Orgel wurde 1995 von der Fa. Caspar Glatter-Götz, Owingen, Deutschland, gebaut. Die Orgel hat drei Manuale mit 20 Registern.

### Turm und Glocken
Der nordwestseitig an das Langhaus und Chor angebaute quadratische Turm weist einen Spitzgiebelhelm auf und hat vier Rundbogenschallöffnungen. Er ist nicht öffentlich zugänglich.
Im Turm befinden sich vier Stahlglocken der Fa. Böhler aus Kapfenberg, die am 3. Februar 1922 aufgezogen wurden. Die zuvor darin befindlichen Bronzeglocken mussten im Ersten Weltkrieg abgeliefert werden. Während dieser Zeit wurde die Glocke aus der Kapelle Maria Hilf in Jennen in der Wallfahrtskirche verwendet.

## Besonderes
- Die Pfarrkirche Haselstauden ist die einzige im Land, welche den Krankensegen nach Art von Lourdes als Einzelsegen mit dem Allerheiligsten erteilen darf.[17]
- Bei Gebetserhörungen, vorwiegend bei Hauterkrankungen, wurde der Kirche früher ein Besen gespendet („Besenopfer“).[17]

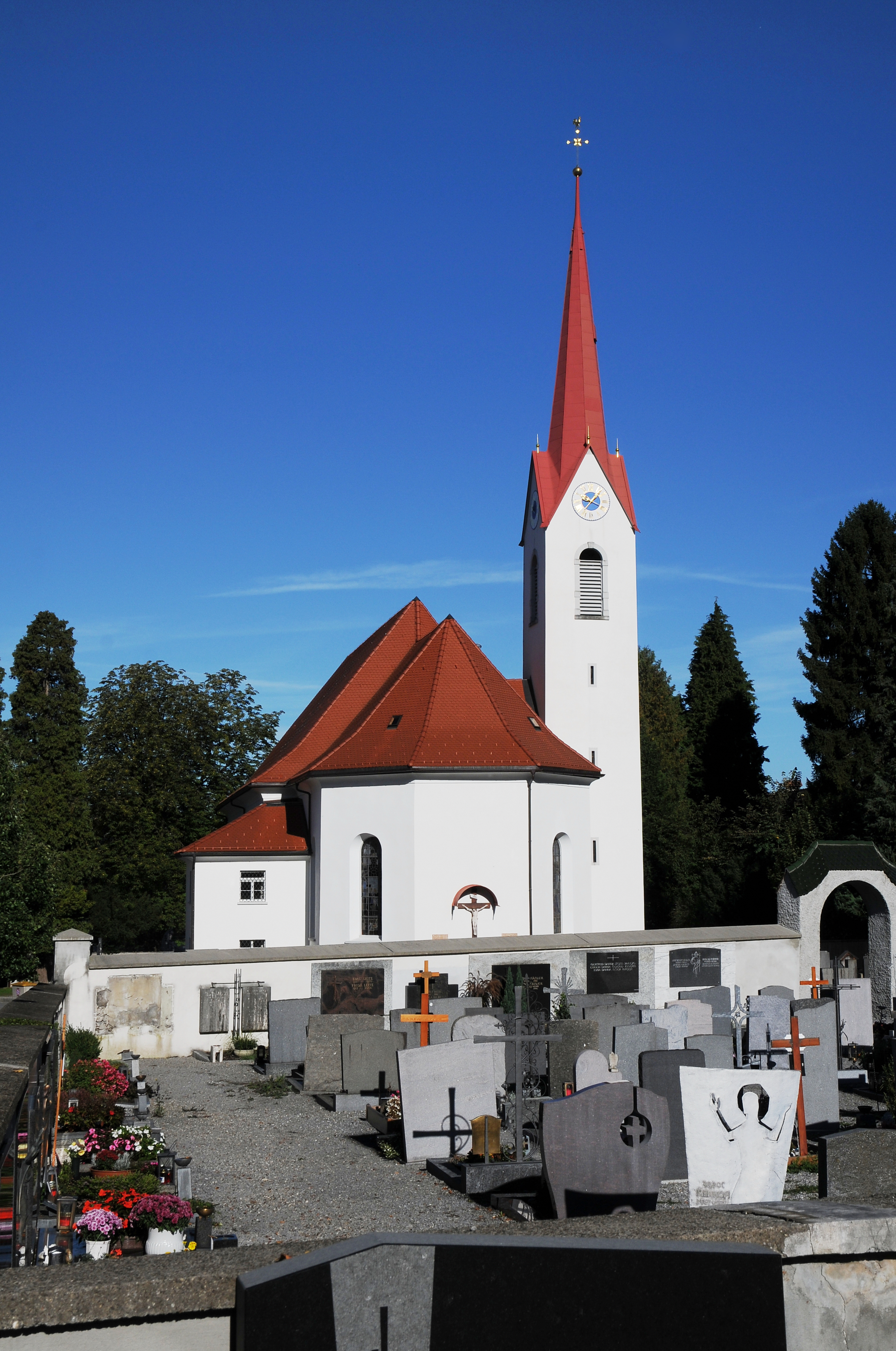
Blick vom Friedhof zur Kirche.

## Friedhof
Der Friedhof ist direkt an der Pfarrkirche auf der südöstlichen Seite und dem Pfarrhaus anschließend mit traditionellen Erdgräbern und mehreren Urnenwänden. Der Friedhof untersteht dem Pfarramt und nicht wie die anderen Friedhöfe in Dornbirn, der Stadt Dornbirn.
Der heutige Friedhof besteht aus drei Teilen, die zu unterschiedlichen Zeiten entstanden sind. Der alte Friedhof befindet sich direkt um die Kirche und wird zum neuen Friedhof, der um 1960 angelegt wurde, durch eine übermannshohe Mauer mit Torbogen abgegrenzt.
2007 wurde in Erweiterung des Neuen Friedhofs an der Stelle eines Kinderspielplatzes ein Urnenfeld errichtet.
Der gesamte Friedhof ist mit einer Mauer umgeben, welche durch fünf Tore / Öffnungen durchbrochen wird. Die heutige Wallfahrts- und Andachtskapelle, Maria, Pforte des Himmels, wurde auf dem neuen Friedhof als Aufbewahrungskapelle errichtet (Abt Pfanner Kapelle). 2007 wurde eine kleine Glocke der Glockengießerei Rudolf Perner eingebaut.
Direkt nordwestlich an das Kirchengebäude (Chor) anschließend findet sich das Priestergrab mit einem Holzkruzifix aus dem 19. Jahrhundert.